# نوروفيروس

نوروفيروس (بالإنجليزية: Norovirus)‏ هو جنس فيروسات يكون مجموعة متنوعة وراثيا من فيروسات الرنا أحادي السلسلة غير المغلفة ضمن عائلة الفيروسات الكأسية. يصيب الإنسان والأبقار والخنازير والفئران.

## وصفه الأول
عثر على هذا الفيروس في براز أحد المصابين بأعراض مرض التهاب معدي معوي كان منتشرا في عام 1968 في مدينة «نورولك» أوهايو ، وتم اكتشافه ووصفه بواسطة ميكروسكوب في عام 1972 لأول مرة.
وبغرض معرفة العلاقة بين هذا الفيروس بالمرضي المعوي الذي كان منتشرا آنذاك، فقد أخدت عينات من براز مرضى، ونقيت بطريقة الترشيح المستدق ووضع منها قطرات على ألسنة بعض المتطوعين الأصحاء فظهرت عليهم علامات المرض.

## بنية الفيروس

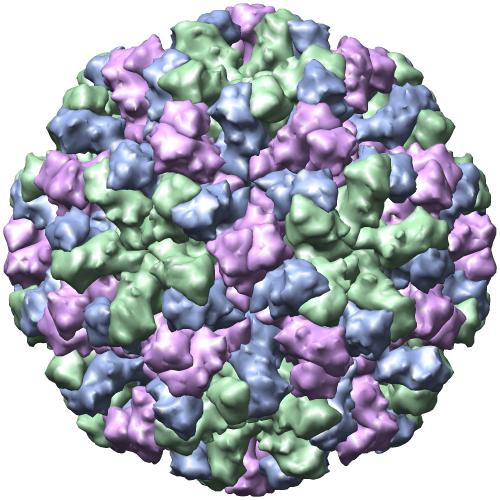
رسم كريستالي بالاشعة السينية لفيروس النوروفيروس

فيروسات النوروفيروس غير مغلفة ذات شكل هندسي متعدد الوجوه (icosahedral). ويختلف قطره على نطاق واسع من 23-40 نانومتر. جزيئات الفيروس تظهر بنية سطح غير متبلور عند تصويره باستخدام المجهر الإلكتروني. الفيروسات ذات الحجم الكبير (38-40 نانومتر) تظهر تماثل T = 3 وتتكون من 180 من جزيئات بروتين VP1. بينما الفيروسات ذات الحجم الاصغر(23 نانومتر) تظهر تماثل T =1 وتتكون من 60 من جزيئات بروتين VP1.
يحتوي الفيروس على رنا خطي، غير مجزء ايجابي الحس مكون من 7.5 مليون قاعدة نيتروجينية وترمز لاثنين من البروتينات احدها بروتين رئيسي هيكلي (يرمز له بـ VP1) يزن حوالي 58 ~ 60 كيلو دالتون وبروتين قفيصة (caspid) طفيف (يرمز له بـ VP2).

## الاعراض السريرية
الأعراض تتطور بين 12 و 48 ساعة بعد التعرض، ويستمر لمدة 24-72 ساعة. عادة ما يكون هذا المرض محدود الأثر ويتميز بالغثيان، وتقيؤ قوي وإسهال، وآلام في البطن، وفي بعض الحالات فقدان الذوق. خمول عام، وضعف، وآلام في العضلات، وصداع، وربما سعال، ويمكن أن يحدث ارتفاع طفيف في درجة حرارة الجسم.
وهذا يمكن أن يؤدي إلى الجفاف، خاصة عند الأطفال الصغار، كبار السن، أوالأشخاص الذين يعانون من ضعف المناعة أو بهم أمراض أخرى (مثل السكر أو القلب)

### أعراض الجفاف
- انخفاض في التبول
- جفاف الفم والحلق
- الشعور بالدوار عند الوقوف
- الطفل المصاب بالجفاف قد يبكي مع قليل أو بدون أي دموع ويكون النوم على غير العادة أو قد يعاني من صعوبة في النوم

## الوقاية
تعتمد الوقاية في المقام الأول باتباع نظاما حازما في النظافة، فيجب غسل اليدين بالصابون في كل فرصة سانحة. وعند انتشار المرض فينصح الأطباء بتقشير الفاكهة والخضروات قبل اكلها طازجة. كما أن هذا الفيروس يستطيع العيش في اللحوم المثلجة، ولهذا يجب طبخها جيدا قبل الأكل في حالة انتشار المرض.
وبالنسبة للمتعاملين مع المريض بها وأقربائه الزائرين فيجب عدم السلام باليد أو التقبيل. كما يجب عدم ملامسة أو استخدام أدوات استعملها المريض، مثل الملعقة والسكين والشوكة، والأكواب والفناجين، والفوط التي يجفف نفسه فيها، وعدم ملامسة مناديله. وإذا حدث وأن تلامست أو تلامستي بشيء من تلك الأشياء التي أمسكها فعليكما غسل اليدين بالصابون جيدا. كما يجب الابتعاد فورا إذا عطس المريض والابتعاد عن رذاذ يخرج منه مع العطسة، فهذا الرذاذ يكون محملا بالفيروس الشديد العدوى.